# Joseph Diaz Gergonne
Joseph Diaz Gergonne (Nancy, 19 de junio de 1771 - Montpellier, 4 de mayo de 1859) fue un matemático y lógico francés.

## Vida
En 1791, Gergonne fue capitán del ejército francés. Participó en la Batalla de Valmy el 20 de septiembre de 1792. Más adelante, se reintegró al ejército para participar en 1794 en la invasión francesa de España. Al pasar a la vida civil fue docente en la recién creada Ecole Centrale, trabajando como profesor de "matemáticas trascendentales".
En 1810, Gergonne fundó la revista Annales de mathématiques pures et appliquées que en la época fue conocida como los Annales de Gergonne. La publicación se mantuvo por 22 años hasta su retiro. Fue también profesor y más tarde rector de la Universidad de Montpellier.

## Obra
Gergonne introdujo la terminología de las coordenadas polares. Descubrió el principio de dualidad en geometría proyectiva, cuando comprobó que cada teorema en el plano conectando puntos y líneas tenía un correspondiente con puntos y líneas intercambiados, siempre que el teorema no hiciera intervenir nociones métricas. En 1816, encontró una solución elegante al problema de Apolonio, que consiste en encontrar una circunferencia tangente a otras tres circunferencias dadas.